# Comune di Vejle
Il comune di Vejle è un comune della Danimarca situato nella regione della Danimarca Meridionale (Syddanmark).
Capoluogo e sede amministrativa è la città omonima.
Il comune è stato riformato in seguito alla riforma amministrativa del 1º gennaio 2007 accorpando i precedenti comuni di Børkop, Egtved, Give e Jelling.

## Centri abitati
I centri abitati principali del comune sono:
- Vejle (61 706)
- Børkop (6 334)
- Give (4 682)
- Jelling (3 853)
- Brejning (3 090)
- Skibet (2 615)